# Canso de la Crosada
Canso de la Crosada (arch. oks. Pieśń o Krucjacie) – poemat średniowieczny, spisany w języku oksytańskim, opisujący wydarzenia z lat 1208–1219, związane z krucjatą przeciw albigensom. Najstarszy zachowany rękopis utworu pochodzi z 1275.
Canso de la Crosada dzieli się na 214 laisses (strof), liczących w sumie 9560 wersów. Utwór podzielony jest na dwie części, napisane przez różnych autorów.

## Część 1
Autorem pierwszej części, składającej się ze 130 laisses, liczących 2749 wersów jest Wilhelm z Tudeli. Obejmuje ona wydarzenia od roku 1208 (decyzja o zwołaniu krucjaty) do roku 1213. Wilhelm z Tudeli w swojej relacji jest stronniczy – sławi czyny krzyżowców i potępia albigensów.

## Część 2
Druga część utworu obejmuje laisses od 131 do 214, liczące 6811 wersów. Wyszły one spod pióra anonimowego autora, który kontynuuje relację Wilhelma z Tudeli do czerwca 1219. W przeciwieństwie do swojego poprzednika, anonim potępia krzyżowców za ich okrucieństwo. Styl pisarski anonima wskazuje, że był on człowiekiem wykształconym, prawdopodobnie mnichem.